# 時計じかけのオレンジ (小説)
『時計じかけのオレンジ』（A Clockwork Orange）は、イギリスの作家、アンソニー・バージェスが1962年に発表したディストピア小説。1971年にスタンリー・キューブリックによって映画化された。

## 概要
バージェスは1937年から1940年にかけてビクトリア大学マンチェスター校で英語と文学を学んでいた。そこでリン・イッシャーウッド・ジョーンズという学生と出会い、二人は1942年1月22日に結婚した。同年から彼はイギリス陸軍の軍事教育部門に勤め、ジブラルタルに派遣された。
その頃本作品を書く一つのきっかけとなる事件が起こる。灯火管制のさなか、妊娠中だった妻のリンは4人のアメリカ軍の脱走兵に陵辱され暴行を受けた。バージェスはすぐに帰国願いを出したが、希望は聞き届けられなかった。妻はのちに流産した。
バージェスは様々な国に住んだ後、イギリスに戻り、当時ひなびた海水浴場の町であったイースト・サセックスのホヴで3週間かけて本作品を書いた。
1962年に発表。1971年にスタンリー・キューブリックによって映画化された。
2005年、『タイム』は「1923年以降に書かれた英語の小説ベスト100」にの1冊に本作品を選んだ。また、アメリカの出版社、モダン・ライブラリーとその読者は「20世紀の英語の小説ベスト100」の1冊に本作品を選んだ。
自筆原稿は現在、カナダのマックマスター大学の「William Ready Division of Archives and Research Collections」に保管されている。

## 削除された章
小説は21章から構成されるが、アメリカ合衆国で最初に出版された際、バージェスの意図に反し最終章である第21章が削除されて出版され、キューブリックによる映画も本来の最終章を削除された版を元に作られた。映画化に際して一部のエピソードを省略したり複数のエピソードをまとめたりすることはよくあることだが、第21章があるか否かにより小説の印象は相当異なる。このため、映画版は原作者であるバージェスが意図しない終わり方をしている。
アメリカで第21章は復活して出版されるようになった。日本語翻訳版では1980年発行の、アントニイ・バージェス選集第2巻で見ることができた。2008年9月10日、早川書房から第21章を含む「完全版」(ISBN 4-15-120052-5)が発売された。
第21章では、回復したアレックスが新しい仲間たち（レン、リック、ブリー）と集い再び暴れ回る日々に戻るが、そんな生活に対してどこか倦怠感を覚えていたある日、かつての仲間のピートと再会。妻を伴う彼の口から子供が生まれたことを聞く。アレックスは自分も18歳になったので、そろそろ女でも作って落ち着こうと考え、暴力から卒業しようと決意する。しかし「子供時代にはだれでも避けられない道だろう。俺の子供にもいつか若い頃の話をするだろうが暴力の道に進むことを止めることはできないだろう。」とかつて犯した犯罪は全部若気の至りだと総括している。

## ナッドサット言葉
本作は主人公の少年アレックスが一人称で語る形式であるがアレックスと仲間たち（ディム、ジョージー、ピート）は、未来のナッドサット言葉（ティーンエイジャー言葉）を使っている。この言葉は、古い語呂合わせや俗語、ジプシーの言葉が混ざり、ほとんどの語根がスラブ語である。言葉の意味はある程度は主人公により解説され、ロシア語を知らない読者でも前後の関係から意味がわかるようになっている。
原書の巻末には用語解説があるが、日本語訳では代わりにルビを付けることにより言葉の意味がわかるように工夫されている。訳者である乾信一郎は、「ロシア語を元にした新造語がヘンテコな上に、主人公の言葉そのものが乱暴で、文章としての体をなしていない」、「シャレや英語特有の韻を踏んだ言葉遊びがある」と、翻訳時の苦労を語り、また「悪文の見本のような文がこの小説の本体となっていること自体が風刺である。」と述べている。

## 日本語訳
- アントニイ・バージェス 著、乾信一郎 訳『時計じかけのオレンジ』早川書房、1971年。
- アントニイ・バージェス 著、乾信一郎 訳『時計じかけのオレンジ〔完全版〕』ハヤカワepi文庫、2008年9月5日。ISBN 978-4151200526。